# الكويت في الألعاب البارالمبية الصيفية 2000
شاركت الكويت في الألعاب البارالمبية الصيفية لسنة 2000 في سيدني، أستراليا (18 أكتوبر 2000 - 29 أكتوبر 2000)، حيث مثلها 26 رياضيا، منهم 4 من الإناث، و 22 من الذكور، وقد حققوا 4 ميداليات برونزية، وميدالية فضية واحدة، فاحتلت الكويت بذلك المركز السابع والخمسين (57).

## جدول الميداليات[4][5][6]
| ميدالِية | الاسم        | الجنس | الرياضة     | الحدث         |
| ------- | ------------ | ----- | ----------- | ------------- |
| فضية    | عاطف الدوسري | ذكر   | ألعاب القوى | رمي القرص     |
| برونزية | حمد العدواني | ذكر   | ألعاب القوى | 100 متر (ركض) |
| برونزية | أحمد مخصيد   | ذكر   | ألعاب القوى | رمي الرمح     |
| برونزية | أحمد مخصيد   | ذكر   | ألعاب القوى | رمي الجلة     |
| برونزية | ماجد المطيري | ذكر   | ألعاب القوى | رمي الجلة     |

## وصلات خارجية
• نتائج الألعاب البارالمبية، سيدني 2000.